# Marramarra National Park
Marramarra National Park är en park i Australien. Den ligger i delstaten New South Wales, i den sydöstra delen av landet, omkring 39 kilometer norr om delstatshuvudstaden Sydney. Arean är 118 kvadratkilometer.
Närmaste större samhälle är Hornsby, omkring 19 kilometer söder om Marramarra National Park. 
I omgivningarna runt Marramarra National Park växer i huvudsak städsegrön lövskog. Runt Marramarra National Park är det tätbefolkat, med 331 invånare per kvadratkilometer. Genomsnittlig årsnederbörd är 1 380 millimeter. Den regnigaste månaden är februari, med i genomsnitt 200 mm nederbörd, och den torraste är juli, med 36 mm nederbörd.